# Liste von Zwischenfällen mit der Bristol 170
Die Liste von Zwischenfällen mit der Bristol 170 zeigt eine Übersicht über Zwischenfälle mit Todesfolge oder Totalschaden von Flugzeugen des Typs Bristol 170.
Zwischen 1946 und dem letzten Flug im Jahr 2004 kam es zu 70 Totalverlusten von Bristol 170; davon waren 63 Unfälle. Dabei kamen 416 Menschen ums Leben. Vollständige Liste:

## 1940er-Jahre
- Am 4. Juli 1946 musste eine fabrikneue Bristol 170 Mk.IIA Wayfarer der Bristol Aeroplane Company, vorgesehen für die brasilianische REAL Transportes Aéreos (Luftfahrzeugkennzeichen PP-YPF/G-AHJB), auf dem Überführungsflug zwischen Bathurst (heute Banjul) und Natal im Atlantik 200 Kilometer östlich von Aracaju (Brasilien) notgewassert werden. Man konnte ein Funkfeuer nicht orten und der Treibstoff war ausgegangen. Es war die erste Passagierversion der Bristol 170. Alle fünf Besatzungsmitglieder überlebten. Dies war der erste Totalschaden mit einer Bristol 170.[2][3]

- Am 16. Oktober 1947 meldete die Flugbesatzung einer Bristol 170 Freighter Mk. I der Transports Aériens Intercontinentaux (TAI) (F-BCJN) auf dem Flug von Marseille nach Oran, dass sie ein Triebwerk hatte abstellen müssen. Die Maschine verunglückte im Mittelmeer querab von Cartagena, Spanien. Von den 43 Insassen konnten nur der Navigator und ein Passagier gerettet werden, die anderen 41 kamen ums Leben.[4][5]

- Am 18. November 1947 wurde eine Bristol 170 Mk XI der schwedischen Charterfluggesellschaft Trafik-Turist-Transportflyg (SE-BNG) in den Berg Santa Maria del Monte geflogen (CFIT, Controlled flight into terrain). Auf dem Weg von Äthiopien nach Schweden flog die Maschine auf der Teilstrecke von Catania zum Flughafen Rom-Ciampino in die Berge. Von den 25 Insassen wurden 21 getötet.[6][7][8]

- Am 23. November 1947 verunglückte eine Bristol 170 Freighter Mk. IA der britischen Herstellerfirma Bristol Aeroplane Company (G-AIMC) bei der Landung auf dem Flugplatz Wau (Niederländisch-Indien, heute Papua-Neuguinea). Die Maschine landete bergauf auf der schrägen Landebahn von Wau. Am Ende der Landebahn versagte das Bremsseil, wodurch das Flugzeug rückwärts lief und in einem Graben landete. Es wurde irreparabel beschädigt. Alle 5 Besatzungsmitglieder, die einzigen Insassen auf dem Vorführflug, überlebten den Unfall.[9][10]

- Am 25. Januar 1948 verunglückte eine Bristol 170 Mk.21E der französischen Société Indochinoise de Transport Aériens (SITA) (F-BCJA) im Mittelmeer nahe Zypern auf einem Überführungsflug nach Indochina. Alle 5 Besatzungsmitglieder kamen ums Leben.[11]

- Am 11. April 1948 flog eine Bristol 170 Mk.21 der Compagnie Air Transport (F-BENG) nach dem Start vom Flughafen Gibraltar zu einem Frachtflug nach Casablanca bei Algeciras in die Berge. Die Piloten hatten die vorgeschriebene Linkskurve unmittelbar nach dem Start nicht ausgeführt, sondern waren immer weiter geradeaus geflogen, bis sie in rund 800 Metern Höhe mit dem Gelände kollidierten. Alle drei Besatzungsmitglieder wurden getötet.[12][13]

- Am 6. Mai 1949 brach an einer Bristol 170 Mk.31 des Herstellers Bristol Aeroplane Company (G-AIFF) während eines Testflugs offensichtlich ein Teil einer Tragfläche ab. Die Maschine stürzte 26 Kilometer von der Isle of Portland entfernt in den Ärmelkanal. Alle 7 Besatzungsmitglieder kamen ums Leben.[14]

- Am 6. August 1949 verunglückte eine Bristol 170 Freighter Mk. 21 der Shell Company of Ecuador (HC-SBU) in der Nähe des Salasaca Hill (Ecuador). Nähere Einzelheiten sind derzeit nicht verfügbar. Alle 34 Insassen, drei Besatzungsmitglieder und 31 Passagiere, kamen ums Leben.[15][16]

- Am 31. August 1949 fiel an einer Bristol 170 Freighter Mk. IA der Fuerza Aérea Argentina (T-39) ein Triebwerk aus. Bei der Notlandung auf der Ruta Nacional 7 nahe dem Militärflugplatz Buenos Aires-Moron (Argentinien) kollidierten beide Tragflächen mit Gebäuden. Das Flugzeug blieb auf dem Rücken liegen und wurde irreparabel beschädigt. Alle vier Besatzungsmitglieder, die einzigen Insassen, überlebten den Unfall.[17][18]

- Am 25. Oktober 1949 musste mit einer Bristol 170 Freighter Mk. IA der Fuerza Aérea Argentina (T-28) aufgrund mechanischer Probleme bei Bolson de Burruyacú (Argentinien) eine Notlandung durchgeführt werden. Dabei prallte die Maschine gegen einen Baum und schlug auf abschüssigem Gelände auf. Von den neun Insassen kamen 6 ums Leben, je 3 Besatzungsmitglieder und Passagiere. Das Flugzeug wurde zerstört.[19][20]

- Am 24. November 1949 überrollte eine Bristol 170 Freighter Mk.21E der spanischen Fluggesellschaft Aviaco (EC-ADK) das Landebahnende auf dem Flughafen Mahon-Menorca (San Luis) und wurde irreparabel beschädigt. Alle 26 Insassen, 22 Passagiere und 4 Besatzungsmitglieder überlebten.[21]

## 1950er-Jahre
- Am 10. März 1950 verunglückte eine Bristol 170 Mk.21 der französischen Société Indochinoise de Transport Aériens (SITA)  (Luftfahrzeugkennzeichen F-BECR) in Südvietnam auf einem Frachtflug vom Flughafen Phu Bai in Huế zum Flughafen Da Nang. Alle 3 Besatzungsmitglieder und der einzige Passagier wurden getötet.[22]

- Am 21. März 1950 geriet eine Bristol 170 Mk.21 des Herstellers Bristol Aeroplane Company (G-AHJJ) auf einem Testflug ins Trudeln und stürzte etwa 60 Kilometer westlich des Werksflugplatzes Bristol Filton in der Nähe von Cowbridge ab. Die Maschine befand sich auf dem zweiten Testflug nach ihrem Umbau von der Version Mk.IIA zur Mk.21. Alle 4 Insassen kamen um.[23]

- Am 8. April 1950 wurde eine Bristol 170 Freighter Mk. 21 der Pakistan Air Force (Kennzeichen unbekannt) bei schlechten Wetterbedingungen nahe Suberi, Rajastan (Pakistan) gegen einen Berg geflogen. Bei diesem CFIT (Controlled flight into terrain) wurden alle 16 Insassen getötet, drei Besatzungsmitglieder und 13 Passagiere.[24][25]

- Am 29. Juli 1950 stürzte eine Bristol 170 Mk.21 der Compagnie Air Transport (F-BENF) auf dem Flug vom Flughafen Algier nach Gao (Mali) bei Tanezrouft (Mali) ab. Als mögliche Ursachen werden eine Explosion im Treibstofftank der rechten Tragfläche oder deren Bruch durch Materialermüdung der dort verwendeten Nieten angenommen. Alle 4 Besatzungsmitglieder und 22 Passagiere wurden getötet.[26][27]

- Am 27. Juli 1951 wurde eine Bristol 170 Freighter 21E der West African Airways Corporation (VR-NAX) bei einem Unfall während des Anflugs auf den Flughafen Kaduna irreparabel beschädigt. Grund war Treibstoffmangel. Keiner der Insassen kam ums Leben.[28]

- Am 18. September 1951 stürzte eine Bristol 170 Freighter Mk. IA der Fuerza Aérea Argentina (T-37) auf einem nächtlichen Übungsflug 2 Kilometer von Rafael Castillo (La Matanza) (Argentinien) entfernt ab. Die Maschine war auf dem 5 Kilometer entfernten Militärflugplatz Buenos Aires-Moron gestartet. Alle 4 Besatzungsmitglieder, die einzigen Insassen auf dem Trainingsflug, kamen ums Leben.[29][30]

- Am 24. November 1951 wurde eine Bristol 170 Freighter Mk. 21E der Pakistan Air Force (G780) etwa 25 Kilometer nördlich von Fethiye (Türkei) gegen einen Berg geflogen. Die Maschine befand sich auf einem Flug von Athen nach Zypern. Bei diesem CFIT (Controlled flight into terrain) wurden alle 7 Insassen getötet.[31][32]

- Am 26. August 1952 stürzte eine Bristol 170 Freighter Mk. 21P der Pakistan Air Force (G783) kurz nach dem Start vom Flugplatz Khewra (Pakistan) ab. Es war zu einem Strömungsabriss gekommen. Alle 18 Insassen, zwei Besatzungsmitglieder und 16 Passagiere, kamen ums Leben.[33][34]

- Am 25. September 1952 verunglückte eine Bristol 170 Freighter Mk. 21P der Pakistan Air Force (G799) nahe dem Flughafen Lahore-Walton (Pakistan). Beide Piloten, die einzigen Insassen, kamen ums Leben.[35][36]

- Am 19. Januar 1953 ging auf einer Bristol 170 Mk.21 der Silver City Airways (G-AICM) der Treibstoff aus. Da eine Landung auf dem Zielflughafen Berlin-Tempelhof wegen Nebels nicht möglich war, kam es zur Bruchlandung in der Nähe. Beide Piloten überlebten den Totalschaden, der auf Grund mangelnder Treibstoffreserven zustande kam.[37][38]

- Am 27. Mai 1953 wurde eine Bristol 170 Freighter Mk. 31M der Royal New Zealand Air Force (RNZAF) (NZ5908) 11 Kilometer südsüdöstlich des Flughafens Blenheim-Woodbourne (Neuseeland) im Taylors Pass in den Boden geflogen. Der Passagier, Oberst R. Webb, flog die Maschine vom linken Sitz aus, obwohl er für diesen Flugzeugtyp überhaupt nicht qualifiziert war. Der Kommandant der Maschine saß rechts auf dem Sitz des Ersten Offiziers. Durch diesen CFIT (Controlled flight into terrain) wurden alle 5 Insassen getötet, vier Besatzungsmitglieder und der einzige Passagier.[39][40]

- Im August 1953 (genaues Datum unbekannt) verunglückte eine Bristol 170 Freighter Mk. IA der Fuerza Aérea Argentina (T-41) an einem unbekannten Ort in Argentinien. Nähere Einzelheiten sind derzeit nicht verfügbar. Über Personenschäden ist nichts bekannt.[41][42]

- Am 11. November 1953 verunglückte eine Bristol 170 Freighter Mk. 21P der Pakistan Air Force (G809) auf einem Trainingsflug nahe dem Flughafen Karachi (Pakistan). Beide Piloten, die einzigen Insassen auf dem Trainingsflug, kamen ums Leben.[43][44]

- Am 25. November 1953 brach an einer Bristol 170 Freighter Mk. 21E der Royal Australian Air Force (RAAF) (A81-2) während des Fluges die Tragfläche ab. Die Maschine schlug in einem Weizenfeld 8 Kilometer südwestlich des Militärflugplatzes RAAF Mallala (Australien) auf, wobei alle 3 Besatzungsmitglieder, die einzigen Insassen auf dem Trainingsflug, getötet wurden. Mehrere Monate vor dem Unfall hatten Risse in den oberen und unteren Tragflächen dazu geführt, dass die Bristol 170 der 34. Squadron für Inspektionen am Boden bleiben mussten. Sie wurden dann jedoch von einem Techniker des Herstellers Bristol für einsatzfähig erklärt.[45][46]

- Am 4. Dezember 1953 flog eine Freighter Mk. 21 der spanischen Aviaco (EC-AEG) auf einem Flug von Bilbao zum Flughafen Madrid-Barajas 20 Minuten Flugzeit vor Ankunft nahe Guaderrama in einen Bergrücken. Von den 33 Insassen wurden 23 getötet.[47]

- Am 16. August 1954 wichen die Piloten einer Bristol 170 Mk.21E der Air Vietnam (F-VNAI) auf ihrem Flug von Hanoi nach Saigon auf Grund von Triebwerksproblemen für eine Notlandung zum Flughafen Pakse (Laos) aus. Im Anflug stürzte die Maschine in einen Nebenfluss des Mekong. Auf dem Flug wurden Familienangehörige von Truppen aus dem Bereich des Roten Flusses im Norden Vietnams evakuiert; das Flugzeug war überladen. Von den 55 Insassen wurden 47 getötet, 46 Passagiere und ein Steward. Dies war der schwerste Unfall einer Bristol 170.[48][49]

- Am 5. Februar 1955 stürzte eine Bristol 170 Freighter 21E der West African Airways Corporation (VR-NAD) während des Flugs von Enugu nach Calabar aus 1200 Meter Höhe ab. Grund war das strukturelle Versagen der linken Tragfläche. Keiner der 13 Insassen überlebte den Absturz in eine dicht bewaldete Hügelgegend.[50]

- Am 5. August 1955 wurde eine Bristol 170 Freighter Mk. 21P der Pakistan Air Force (G804) an einem unbekannten Ort zerstört. Über Personenschäden ist nichts bekannt.[51][52]

- Am 17. September 1955 kam es bei einer Bristol 170 Mk. 31 der Pacific Western Airlines (PWA) (CF-GBT) auf einem Flug nach Yellowknife zu einem Triebwerksausfall, woraufhin die Piloten entschieden, zum Startflughafen Edmonton-Municipal umzukehren. Nach anderer Quelle wurde die Maschine von Associated Airways betrieben, die im selben Jahr von PWA übernommen wurde. Unter anderem aufgrund von mindestens 635 Kilogramm Überladung stürzte das Flugzeug jedoch 22 Kilometer nördlich von Thorhild (Alberta) auf einen Acker, obwohl man damit begonnen hatte, Ladung abzuwerfen. Von den 6 Insassen kamen 2 ums Leben, der Kapitän und ein Passagier.[53][54]

- Am 3. Dezember 1955 wurde eine Bristol 170 Freighter Mk. 31M der Royal Canadian Air Force (RCAF) (RCAF 9696) etwa 8 Kilometer vor dem Militärflugplatz Marville (Département Meuse, Frankreich) in einen im Nebel liegenden, bewaldeten Hügel geflogen. Durch diesen CFIT (Controlled flight into terrain) wurden von den 14 Insassen 7 Passagiere getötet.[55][56]

- Am 13. Februar 1956 stürzte eine Bristol 170 der Maritime Central Airways (CF-FZU) zwei Minuten nach dem Start vom Flughafen Frobisher Bay zu Boden, wobei alle drei Besatzungsmitglieder starben. Als Unfallursache wurde eine unzureichende Ladungssicherung festgestellt, sodass sich beim Start ein verladenes LKW-Fahrgestell in Bewegung setzte. Dadurch verlagerte sich der Schwerpunkt und der Kapitän verlor beim Versuch, zum Flughafen zurückzukehren, die Kontrolle über die Maschine (siehe auch Flugunfall einer Bristol 170 der Maritime Central Airways).[57]

- Am 30. Mai 1956 brach das linke Hauptfahrwerk einer Bristol 170 Mk. 31 der Pacific Western Airlines (CF-TFZ) bei der Landung auf dem zugefrorenen Beaverlodge Lake (Nordwest-Territorien) durch das Eis des Sees. Das Flugzeug fiel auf die linke Tragfläche und wurde irreparabel beschädigt. Alle drei Besatzungsmitglieder überlebten.[58] Auch nach über 50 Jahren ist das Wrack dort noch gut erhalten (siehe Foto von 2010 auf Airliners.net[59]).

- Am 14. Juni 1956 verunglückte eine Bristol 170 Mk.31E der Air Laos (F-OAOU) bei einem missglückten Durchstartversuch am Flughafen Vientiane-Wattay (Laos), nachdem ein Triebwerk ausgefallen war und die Maschine mit Bäumen kollidierte. Eigentümerin des Flugzeugs war die Aigle Azur Extrême Orient.[60] Über Personenschäden ist nichts bekannt.[61][62][63]

- Am 18. Juni 1956 brach eine Bristol 170 Freighter Mk. 31 der Transair (Kanada) (CF-TFY) auf einer Eispiste nahe dem östlichen Ufer der Hudson Bay (Kanada) beim Entladen mit dem rechten Hauptfahrwerk durch das Eis. Nach ein paar Stunden brach auch das rechte Hauptfahrwerk durch das Eis. Das Eis brach auf und die Wasserströmung beschädigte das Flugzeug irreparabel. Etwa drei Wochen vor diesem Unfall war die Bristol 170 CF-TFZ der Pacific Western Airlines ebenfalls durch das Eis gebrochen – dieses Mal bei der Landung. Alle 3 Besatzungsmitglieder, die einzigen Insassen auf dem Frachtflug, überlebten den Unfall.[64][65]

- Am 1. November 1956 wurde eine Bristol 170 Freighter Mk. 31M der Pakistan Air Force (S4413) an einem unbekannten Ort irreparabel beschädigt. Über Personenschäden ist nichts bekannt.[66][67]

- Am 10. Dezember 1956 flog eine Bristol 170 Freighter Mk. 31M der Royal New Zealand Air Force (RNZAF) (NZ5901) in einer Höhe von etwa 4000 Fuß (1220 Meter) gegen einen steilen Bergrücken östlich der Cameron Highlands (Föderation Malaya). Von den neun Insassen wurden 8 getötet, drei Besatzungsmitglieder und fünf Passagiere. Ein Überlebender wurde nach 12 Tagen gefunden.[68][69]

- Am 9. Mai 1957 kam es bei einer Bristol 170 Freighter Mk.21 der Aviaco (EC-ADI) auf einem Flug von Santiago de Compostela zum Flughafen Madrid-Barajas während der nach Sicht geflogenen Platzrunde für die Landung zu einem Strömungsabriss. Das Flugzeug geriet ins Trudeln, stürzte ab und geriet in Brand. Alle 5 Besatzungsmitglieder und 32 Passagiere wurden getötet (siehe auch Aviaco-Flug 111).[70]

- Am 11. September 1957 wurde eine Bristol 170 Freighter Mk.21E der Aviaco (EC-AEH) auf dem Flughafen Tetouan bei einer harten Landung irreparabel beschädigt. Alle Insassen überlebten.[71][72]

- Am 8. Oktober 1957 verunglückte eine Bristol 170 Mk.21E der Saudi Arabian Airlines (HZ-AAC) bei der Landung auf dem Flughafen Turaif (Saudi-Arabien). Alle Insassen überlebten. Das Flugzeug wurde irreparabel beschädigt; es war 5751 Flugstunden mit 1535 Landungen in Betrieb gewesen.[73][74]

- Am 21. November 1957 brach an einer Bristol 170 Freighter Mk. 31E der neuseeländischen SAFE Air (Straits Air Freight Express) (ZK-AYH) die rechte äußere Tragfläche ab, während des Absturzes gefolgt von den Frachtladetüren im Bug und dem gesamten Heck. Das Flugzeug schlug bei Harewood auf, 1,8 Kilometer vom Flughafen Christchurch (Neuseeland) entfernt. Alle 4 Insassen, zwei Besatzungsmitglieder und zwei Passagiere, wurden getötet. Ursache für den Tragflächenbruch war die Bewertung einer Lebensdauer durch den Hersteller, die wesentlich über der sicheren Lebensdauer lag. Der Fehler bei der Lebensdauermessung rührte daher, dass die simulierten Betriebsbedingungen, aus denen die Lebensdauermessdaten entwickelt wurden, nicht wirklich repräsentativ für die tatsächlichen Betriebsbedingungen waren.[75][76]

- Am 27. Februar 1958 befand sich eine Bristol 170 Mk.21E der Manx Airlines (G-AICS) auf einem Charterflug vom Flughafen Ronaldsway nach Manchester, als es zu einem Controlled flight into terrain (CFIT) kam. Das Flugzeug war von der Muttergesellschaft Silver City Airways gemietet.[77] Da am Radiokompass ein falsches NDB-Funkfeuer gewählt worden war, kam es zu einem Navigationsfehler, der dazu führte, dass die Maschine 35 Kilometer nordnordwestlich des Zielflughafens Manchester in den 450 Meter hohen Hügel Winter Hill geflogen wurde. Von den 42 Insassen wurden 35 Passagiere getötet; 4 Passagiere und die 3 Besatzungsmitglieder überlebten. Dies war der zweitschwerste Unfall einer Bristol 170, gemessen an der Anzahl der Todesopfer.[78][79][80]

- Am 25. März 1958 brach an einer Bristol 170 Freighter Mk.21E der Saudi Arabian Airlines (HZ-AAB) bei der Landung auf dem Landeplatz Gurayat (Saudi-Arabien) das Fahrwerk zusammen. Alle Insassen überlebten. Das Flugzeug wurde irreparabel beschädigt; es war 6335 Flugstunden mit 1913 Landungen in Betrieb gewesen.[81][82]

- Am 4. November 1958 streifte eine Bristol 170 Mk.21 der Compagnie Air Transport (F-BHVB) im Anflug auf den Flughafen Le Touquet ein Hindernis. Die entstandene Beschädigung führte dazu, dass beim Aufsetzen das Fahrwerk zusammenbrach und das Flugzeug zum Totalverlust wurde. Es gab keine Personenschäden.[83][84]

- Am 29. Januar 1959 stürzte eine Bristol 170 Freighter Mk. 31M der Pakistan Air Force (S4426) kurz nach dem Start vom Flughafen Rawalpindi (Pakistan) bei Chakala ab. Alle 7 Insassen, drei Besatzungsmitglieder und vier Passagiere, kamen ums Leben.[85][86]

- Am 13. März 1959 ging eine Bristol 170 Freighter Mk.21E der Aviaco (EC-ADH) im Endanflug auf den Flughafen Mahon-Menorca (San Luis) in etwa 120 Meter Höhe in eine scharfe Rechtskurve über und dann zu Boden, möglicherweise ausgelöst durch eine starke Windbö. Einer der Passagiere kam ums Leben, die anderen 17 Insassen, 14 Passagiere und 3 Besatzungsmitglieder überlebten (siehe auch Flugunfall der Aviaco auf Menorca 1959).[87][88]

- Im November 1959 (genaues Datum unbekannt) wurde eine Bristol 170 Freighter Mk. 21P der Pakistan Air Force (G778) bei einem Landeunfall an einem unbekannten Ort irreparabel beschädigt. Über Personenschäden ist nichts bekannt.[89][90]

- Im November 1959 (genaues Datum unbekannt) verunglückte eine Bristol 170 Freighter Mk. 31M der Pakistan Air Force (S4419) an einem unbekannten Ort. Über Personenschäden ist nichts bekannt.[91][92]

## 1960er-Jahre
- Im Jahr 1961 (genaues Datum unbekannt) verunglückte eine Bristol 170 Freighter Mk. 31M der Pakistan Air Force (Luftfahrzeugkennzeichen S4415) an einem unbekannten Ort. Über Personenschäden ist nichts bekannt.[93][94]

- Am 1. Oktober 1961 wurde eine Bristol 170 Freighter Mk.31E der Aviaco (EC-AHK) auf dem Flughafen Ibiza bei einem Landeunfall irreparabel beschädigt. Alle Insassen überlebten.[95][96]

- Am 1. November 1961 geriet eine vom Flughafen Cherbourg-Maupertus kommende Bristol 170 Mk.32 der Silver City Airways (G-ANWL) beim Durchstartversuch am Flughafen Guernsey außer Kontrolle, berührte den Boden mit der rechten Tragfläche und überschlug sich. Der Kontrollverlust war durch ein Versagen der Propellerverstellung des rechten Triebwerks bedingt. Von den 10 Insassen kamen 2 Besatzungsmitglieder um, alle anderen überlebten.[97]

- Am 18. Dezember 1961 fiel an einer Bristol 170 Freighter Mk. 21 der australischen Pacific Aviation (VH-AAH) während des Reisefluges ein Triebwerk aus. Die Höhe konnte nicht gehalten werden. Beim Versuch der Notlandung auf dem Flugplatz Wollongong (New South Wales, Australien) kollidierte die Maschine mit Bäumen und wurde irreparabel beschädigt. Alle 4 Insassen auf dem Frachtflug, drei Besatzungsmitglieder und ein Passagier, überlebten den Unfall.[98][99]

- Am 19. April 1962 wurde eine Bristol 170 Freighter Mk.31E der Aviaco (EC-AHJ) auf dem Flughafen Valencia aus momentan nicht vorliegenden Gründen irreparabel beschädigt. Personen kamen nicht zu Schaden.[100][101]

- Am 26. Juni 1962 verunglückte eine Bristol 170 Freighter Mk. 31M der Pakistan Air Force (S4414) nahe dem Flughafen Rawalpindi (Pakistan) auf einem Trainingsflug. Alle 3 Besatzungsmitglieder, die einzigen Insassen auf dem Trainingsflug, kamen ums Leben.[102][103]

- Am 30. Juni 1962 brach an einer Bristol 170 Mk.21 der Silver City Airways (G-AGVC) bei der Landung auf dem Flughafen Ronaldsway das Fahrwerk zusammen. Die Maschine wurde irreparabel beschädigt, die Insassen blieb unverletzt. (Anmerkung: In der Quelle Aviation Safety Network wird der Betreiber fälschlich als „Manx Airlines“ bezeichnet.)[104][105]

- Am 24. September 1963 kam es mit einer Bristol 170 Mk.32 der British United Air Ferries (G-AMWA) beim Start vom Flughafen Guernsey zu einer Triebwerksstörung. Die Maschine sollte nach Bournemouth fliegen und beförderte überwiegend Fracht und einen Pkw. Der Start wurde bei einer Geschwindigkeit von etwa 80 Knoten abgebrochen. Als die Piloten erkannten, dass die verbleibende Startbahnlänge nicht mehr ausreichen und es zu einer Kollision mit Hindernissen kommen würde, steuerten sie das Flugzeug nach links, woraufhin die Maschine kurz abhob, dann durch einen Zaun und über eine Straße rollte und schließlich 200 bis 400 Meter hinter dem Startbahnende zum Stehen kam. Alle drei Besatzungsmitglieder und der einzige Passagier überlebten, das Flugzeug war jedoch schrottreif.[106][107]

- Am 30. Dezember 1963 wurde eine Bristol 170 Freighter Mk. 31M der Royal Canadian Air Force (RCAF) (RCAF 9697) im Anflug nahe dem Militärflugplatz Marville (Département Meuse, Frankreich) in Bäume geflogen und stürzte ab. Bei diesem CFIT (Controlled flight into terrain) wurden von den elf Insassen (fünf Besatzungsmitglieder und sechs Passagiere) 8 getötet.[108][109]

- Im Jahr 1967 (genaues Datum unbekannt) wurde eine Bristol 170 Freighter Mk. 31M der Irakischen Luftwaffe (IQAF 369) bei einem Landeunfall an einem unbekannten Ort irreparabel beschädigt. Nähere Einzelheiten sind derzeit nicht verfügbar. Über Personenschäden ist nichts bekannt.[110][111]

- Am 12. Juni 1967 sprang ein vom Flughafen Prestwick kommender Bristol Freighter Mk.31E der Aer Turas (EI-APM) bei der Landung auf dem Flughafen Dublin mehrmals wieder hoch, woraufhin sich die Piloten zum Durchstarten entschlossen. Dabei kam es zum Ausfall des linken Triebwerks und zum Kontrollverlust in einer Linkskurve. Die linke Tragfläche kollidierte mit dem Dach eines Gebäudes; es kam zum Absturz. Beide Piloten, die einzigen Insassen, wurden getötet.[112]

- Am 10. April 1968 wurde eine Bristol 170 Freighter Mk. 31E der neuseeländischen SAFE Air (Straits Air Freight Express) (ZK-CPU) auf dem Flughafen Wellington (Neuseeland) durch den Zyklon Gisselle aus ihren Verzurrungen gerissen und irreparabel beschädigt. Über Personenschäden ist nichts bekannt.[113][114]

- Am 11. Juli 1969 wurde eine am Flughafen Touquet geparkte Bristol 170 Mk.32 der Compagnie Air Transport (F-BLHH) durch einen Flughafenbagger gerammt und derart beschädigt, dass die Maschine abgeschrieben werden musste. Personen kamen nicht zu Schaden.[115][116]

- Am 21. August 1969 wurde eine Bristol 170 Freighter Mk. 21E der Pakistan Air Force (G775) an einem unbekannten Ort irreparabel beschädigt. Über Personenschäden ist nichts bekannt.[117][118]

## 1970er-Jahre
- Am 3. Mai 1970 brach eine Bristol 170 Mk.31M der kanadischen Wardair (CF-WAG) am Großen Sklavensee, Kanada, durch das Eis des eigentlich zugefrorenen Sees und konnte nicht mehr geborgen werden. Personen kamen nicht zu Schaden.[119]

- Am 31. Mai 1974 verloren die Piloten einer Bristol 170 Freighter Mk. 31E der kanadischen Lambair (CF-QWJ) nach einem Triebwerksausfall die Kontrolle über die Maschine. Diese ging in einen Spiralsturz über und schlug nahe dem Flughafen Rankin Inlet (Kanada) auf dem Eis auf. Beide Piloten, die einzigen Insassen auf dem Flug, kamen ums Leben.[120][121]

- Am 10. Mai 1975 fiel an einer Bristol 170 Freighter Mk. 21E der australischen Air Express (VH-SJQ) das linke Triebwerk aus. Die Höhe konnte nicht gehalten werden, und nach gut 30 Minuten schlug das Flugzeug 4,6 Kilometer südöstlich von Cape Paterson (Victoria (Australien)) auf dem Wasser auf, zerbrach und sank in eine Wassertiefe von 40 Meter. Beide Piloten, die einzigen Insassen auf dem Frachtflug, kamen ums Leben.[122][123]

- Am 20. November 1977 ging eine Bristol 170 Freighter Mk. 31M der kanadischen Norcanair (C-FWAD) beim Start vom Flugplatz Hay River (Kanada) in einer Höhe von 200 Fuß (60 Meter) in eine fast senkrechte Steigfluglage über. Es kam zum Strömungsabriss und Absturz. Die Ursache war das Verrutschen der unsachgemäß gesicherten Ladung aus gewelltem Stahlblech beim Start. Einer der beiden Piloten, der einzigen Insassen auf dem Frachtflug, wurde getötet.[124][125]

## 1980er-Jahre
- Am 14. Januar 1981 brach an einer Bristol 170 Mk.31E der neuseeländischen SAFE Air (Straits Air Freight Express) (ZK-CAM) beim Ausrollen während der Landung auf dem Flughafen Blenheim-Woodbourne das rechte Hauptfahrwerk zusammen. Grund war ein Ermüdungsbruch in der Fahrwerksbefestigung. Die beiden Besatzungsmitglieder und die zwei Passagiere blieben unverletzt. Die Maschine wurde irreparabel beschädigt.[126]

- Am 21. Juni 1988 machte eine Bristol 170 Freighter Mk. 31M der kanadischen Trans-Provincial Airlines (C-GYQY) bei der Landung auf dem Flugplatz Bronson Creek (British Columbia, Kanada) einen Ringelpiez und kam von der Landebahn ab. Das Fahrwerk brach zusammen, und das Flugzeug wurde irreparabel beschädigt. Alle 3 Besatzungsmitglieder, die einzigen Insassen auf dem Frachtflug, überlebten den Unfall.[127][128]

## 1990er-Jahre
- Am 18. Juli 1996 verunglückte eine Bristol 170 Freighter Mk. 31 der kanadischen Mrs 4000 Investments Ltd (Luftfahrzeugkennzeichen C-FDFC) beim Start vom Flugplatz Enstone (England). Das Flugzeug schwenkte beim Startlauf nach rechts. Die Piloten versuchten, dies zu korrigieren, aber als das Flugzeug kurz vor dem Startbahnende war, versuchten sie abzuheben. In einer Höhe von 50 Fuß (15 Metern) kam es zum Strömungsabriss. Die linke Tragfläche schlug auf dem Boden auf und das Fahrwerk brach beim Aufsetzen zusammen. Das Flugzeug wurde irreparabel beschädigt. Alle 8 Insassen, zwei Besatzungsmitglieder und 6 Passagiere, überlebten den Unfall. Es war der vorletzte Unfall einer Bristol 170.[129][130]

- Am 24. April 1997 befand sich eine Bristol 170 Mk.31 der Hawkair (C-FTPA) auf dem 80 Kilometer langen Frachtflug vom Flughafen Wrangell (Alaska) zum Flugplatz Bronson Creek (British Columbia). Bei der Landung bekam die rechte Tragfläche Bodenberührung. Das Flugzeug machte einen Ringelpiez und rauschte in einen Graben. Auslöser war vermutlich der Ermüdungsbruch eines Bolzens in der Fahrwerksaufhängung. Alle drei Besatzungsmitglieder überlebten. Die Maschine wurde irreparabel beschädigt. Es war der letzte Unfall einer Bristol 170, eines Typs, der zuletzt im Jahr 2004 eingesetzt wurde – nach 59 Jahren Betriebszeit.[131]